# 川普勒15

船底座星雲的顏色合成影像；川普勒15在頂部。

川普勒15是位於船底座的船底座星雲邊陲的一個疏散星團。估計川普勒15的恆星年齡比同為兄弟星團的川普勒14和16稍大。

## 外部連結
- 维基共享资源上的相關多媒體資源：川普勒15